# Сан Ђакомо (Савона)
Сан Ђакомо је насеље у Италији у округу Савона, региону Лигурија.
Према процени из 2011. у насељу је живело 214 становника. Насеље се налази на надморској висини од 85 м.